# Carlos Richard Díaz
Carlos Richard Díaz (ur. 4 lutego 1979 w Montevideo) – urugwajski piłkarz występujący na pozycji obrońcy. Zawodnik klubu Rampla Juniors.

## Kariera klubowa
Díaz zawodową karierę rozpoczynał w 1997 roku w zespole Defensor Sporting. Jego barwy reprezentował przez 11 sezonów. W tym czasie w jego barwach rozegrał 220 spotkań i zdobył 4 bramki. W 2007 roku odszedł do CA Peñarol. Grał w nim przez rok. W 2008 roku wrócił do Defensoru. Tym razem występował w nim przez 2 lata. W połowie 2010 roku odszedł z klubu na wolny transfer.
W styczniu 2011 roku podpisał kontrakt z Rampla Juniors. Zadebiutował tam 6 lutego 2011 roku w zremisowanym 1:1 meczu rozgrywek Primera División Uruguaya z Liverpoolem Montevideo.

## Kariera reprezentacyjna
W reprezentacji Urugwaju Díaz zadebiutował 17 grudnia 1997 roku w wygranym 4:3 meczu Pucharu Konfederacji z RPA. Było to jednak jedyne spotkanie rozegrane przez niego na Pucharze Konfederacji. Tamten turniej Urugwaj zakończył na 4. miejscu.
W 2001 roku Díaz znalazł się w zespole na Copa América. Na tamtym turnieju, zakończonym przez Urugwaj na 4. miejscu, zagrał w pojedynkach z Boliwią (1:0), Kostaryką (1:1), Hondurasem (0:1), Meksykiem (1:2) oraz ponownie z Hondurasem (2:2, 4:5 w rzutach karnych).
W latach 1997–2001 w drużynie narodowej Díaz rozegrał w sumie 6 spotkań.